# Dasyophthalma delanira
Dasyophthalma delanira är en fjärilsart som beskrevs av William Chapman Hewitson 1862. Dasyophthalma delanira ingår i släktet Dasyophthalma och familjen praktfjärilar. Inga underarter finns listade i Catalogue of Life.